# Нижнее Подосиновское
Нижнее Подосиновское (фин. Ala Rautjärvi) — озеро на территории Севастьяновского сельского поселения Приозерского района Ленинградской области.

## Общие сведения
Площадь озера — 0,6 км². Располагается на высоте 14,0 метров над уровнем моря.
Форма озера лопастная, продолговатая: вытянуто с северо-запада на юго-восток. Берега изрезанные, каменисто-песчаные, местами скалистые.
Через озеро протекает безымянный водоток, вытекающий из озера Берёзовского и впадающий в реку Бегуновку, которая втекает в озеро Богатырское, из которого вытекает река Проточная, которая, в свою очередь, впадает в Рыбацкий пролив озера Вуоксы.
Ближе к юго-восточной оконечности озера расположен относительно крупный (по масштабам водоёма) остров Ольховый (фин. Haapasaari).
Вдоль северо-восточного берега озера проходит лесная дорога.
Название «Ala Rautjärvi» переводится с финского языка как «Нижнее Медное озеро».
Код объекта в государственном водном реестре — 01040300211102000012868.